# Placoclytus distortus
Placoclytus distortus là một loài bọ cánh cứng trong họ Cerambycidae.